# 捷成汉
捷成漢，BBS，來自丹麥，他於1981年在香港加入捷成集團。

## 生平
捷成漢求學時期就讀於瑞士聖加侖大學，主修經濟學和工商管理。2000年以來，捷成漢除擔任捷成集團主席及主要股東外，還兼任捷成與謝遜全球家族企業之一、總部位於新加坡的Jebsen & Jessen (SEA)董事；同時他擔任香港希慎興業以及香港九龍倉集團的董事會成員。 
捷成漢任職於多個非政府組織，如亞洲文化協會香港分會會友委員會主席，世界自然（香港）基金會信託人和香港紅十字會諮詢委員會委員。 此外，捷成漢於1995年創建捷成教育基金會，並服務於香港科技大學工商管理學院企業諮詢委員會。
捷成漢於2014年被授予丹麥丹納布羅格騎士一等勳章（the Knight of 1st class of the Order of Dannebrog），2009年被授予德意志聯邦共和國十字勳章（the Cross of Merit of the Federal Republic of Germany），2006年獲得丹麥丹納布羅格銀十字勳章（the Silver Cross of the Order of Dannebrog），以及2001年榮獲香港特別行政區政府頒授的銅紫荊星章等。
自2005年起，捷成漢成為中國吉林市榮譽市民；在香港，他被授予香港科技大學榮譽院士稱號，兼任香港貿易發展局香港歐盟經濟合作委員會委員一職。

## 家庭狀況
捷成漢已婚，並育有五名子女。

## 馬主生涯
捷成汉夫婦自2006-2007馬季開始在香港賽馬會成為馬主，曾先後與許淇鑌、許淇安兄弟合夥擁有賽駒「北地風情」、「好樂韻」、「華倫天奴」、「大勇士」、「大武士」、「大俠士」。